# 刘梓娇
劉梓嬌（1983年7月9日—），中国女演员，出生于北京。

## 电视剧
- 2008年《新情意無價》 鐘凱悅
- 2009年《賢妻良母》 陸女
- 2010年《高梁紅了》 李月
- 2010年《新三國》 曹皇后
- 2011年《鎖定美軍特使》 郭秋燕
- 2011年《傾世皇妃》劉連思
- 2012年《隋唐英雄》花大腳
- 2012年《九河入海》翠娘
- 2013年《天堂不相信眼淚》安然
- 2013年《幸福保衛戰》楊曼
- 2014年《隋唐英雄3、4》花大腳/俞游蘭
- 2016年《镖王传奇》贺玉瑶

## 電影
- 2009年《我要當特警》